# Stefan Honig

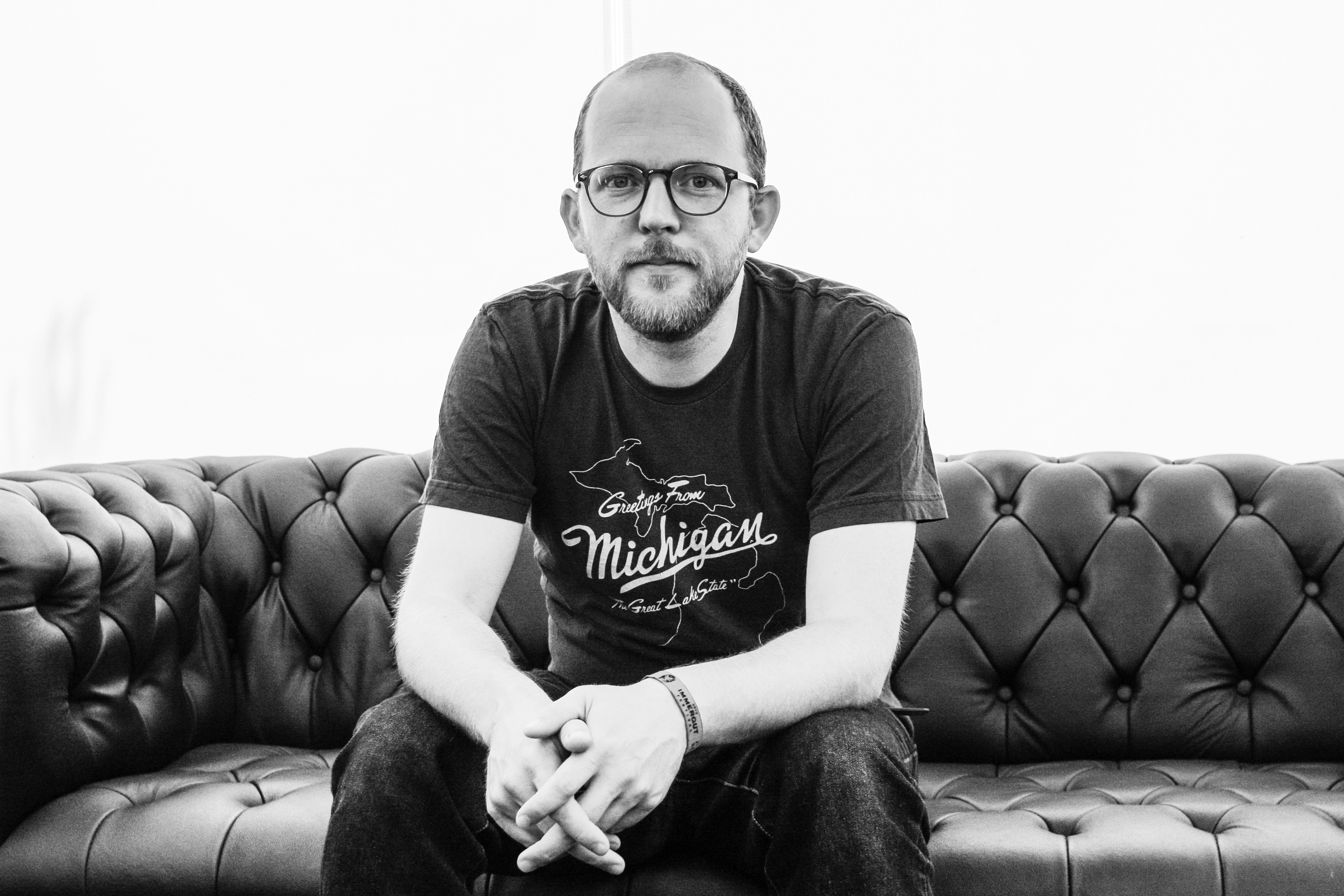
Stefan Honig auf dem Immergut Festival 2013

Stefan Honig (* 6. April 1979) ist ein deutscher Sänger und Singer-Songwriter aus Düsseldorf. Zudem ist er Gründer der Band HONIG, die ursprünglich ein Soloprojekt war.

## Leben
Stefan Honig ist gelernter Erzieher. Er macht Musik seit seinem 16. Lebensjahr. Nach einer Zeit als Sänger in verschiedenen Hardcore-/Metal-Bands gründete er mit Benevolent seine erste Akustikband, die sich im Jahr 2010 auflöste.
Sein Soloprojekt HONIG existiert seit 2006. Mit den Aufnahmen zum ersten Album Treehouse begann HONIG im Jahr 2007. Seine erste sechswöchige China-Tour spielte HONIG im Jahr 2010. Im Anschluss daran begannen die Aufnahmen zur EP Contraband.
Sein zweites Album Empty Orchestra veröffentlichte HONIG 2012. Bei den Aufnahmen unterstützten ihn Musiker wie Tim Neuhaus, Gianni Marzo von der belgischen Band Isbells, Jonas David und Martin Hannaford. Ebenfalls in diesem Jahr spielte HONIG auf dem Reeperbahnfestival in Hamburg, dem Haldern Pop Festival und dem Waves Vienna.
Die erste eigene Tour mit vollständiger Band spielte HONIG im Oktober/November 2012. Im Rahmen dieser Tour spielte er auch seinen ersten Auftritt in England bei der „Communion Night“ in London. Das Lied For Those Lost At Sea, zu dem auch das erste offizielle Video produziert wurde, erreichte in den Jahrescharts Song des Jahres 2012 des deutschen Musikmagazins Intro Platz 9.
In My Drunken Head, die erste Singleauskopplung seines Albums Empty Orchestra, wurde von Frank Pilsl, dem Produzenten von Philipp Poisel, gemischt. In den Campuscharts stieg In My Drunken Head im März 2013 auf Platz 4 ein.
März 2013 absolvierte HONIG zusammen mit Jonas David seine zweite China-Tour.
2014 erschien das dritte Album It's Not a Hummingbird, It's Your Father's Ghost.
Zusammen mit der Musikerin Isabell Honig (geb. Meiner) von der Gruppe We Used To Be Tourists hat Stefan Honig zwei gemeinsame Kinder. Für sie schrieb der Vater das Schlaflied It's Never The Wrong Time To Sleep, das auch auf dem neuesten Album The Last Thing the World Needs aus dem Jahr 2018 enthalten ist. Mit dem neuen Album im Gepäck und tourte die Band HONIG von Mitte September bis Anfang Oktober 2018 mit 13 Konzerten durch ganz Deutschland.
Die Band HONIG löste sich mit einem Abschiedskonzert im Düsseldorfer ZAKK am 22. Dezember 2019 auf.
Am 21. April 2023 erscheint das erste Album von Stefans neuem Projekt ACCIDENTAL BIRD auf dem Label GRAND HOTEL VAN CLEEF.

## Diskografie

### Alben
- 2007: Treehouse
- 2012: Empty Orchestra
- 2014: It's Not a Hummingbird, It's Your Father's Ghost
- 2018: The Last Thing the World Needs
- 2023: The old news shrug - Debut Album von Stefans neuer Band ACCIDENTAL BIRD

### EPs
- 2009: Contraband

### Singles
- 2013: In My Drunken Head